# Pakosławice
Pakosławice (niem. Bösdorf, Beuthmannsdorf) – wieś w Polsce położona w województwie opolskim, w powiecie nyskim, w gminie Pakosławice. Siedziba gminy Pakosławice.

## Nazwa
W księdze łacińskiej Liber fundationis episcopatus Vratislaviensis (pol. Księga uposażeń biskupstwa wrocławskiego) spisanej za czasów biskupa Henryka z Wierzbna w latach 1295–1305 miejscowość wymieniona jest w zlatynizowanej formie Bithwini villa w szeregu wsi lokowanych na prawie polskim iure polonico. Do 1945 wieś nazywała się Bösdorf. Powojenną nazwę wyprowadzono od imienia Pakosław, administracyjnie została zatwierdzona 12 listopada 1946.
We wsi jest przystanek kolejowy Pakosławice.

## Historia
Wieś zaliczana do najstarszych na terenie powiatu nyskiego. Założona na prawie polskim iure polonico o czym wspomina Księga uposażeń biskupstwa wrocławskiego, a dopiero później przeniesiona na prawo magdeburskie.
W latach 1954–1972 wieś była siedzibą gromady pakosławice, po reformie gminy Pakosławice.
W latach 1975–1998 wieś położona była w ówczesnym województwie opolskim.

## Zabytki
Do wojewódzkiego rejestru zabytków wpisane są:
- kościół pw. śś. Piotra i Pawła z około 1221 roku zbudowany pierwotnie w stylu romańskim. Parafialny, orientowany. Na skutek przebudów w 1806 r. i 1955 roku z licznymi z nawarstwieniami stylowymi. Fundatorem kościoła w 1221 r. była Kolegiata Otmuchowska. Od zachodu do kościoła prowadzi zachowany częściowo romańsko-gotycki portal, o ostrołukowym już wykroju, z niezachowaną archiwoltą wspartą na parze kolumienek o talerzowych głowicach zdobionych wałkiem. Wewnątrz zachowało się wczesnogotyckie krzyżowo-żebrowe sklepienie prezbiterium i koncha apsydy. Żebra sklepienne prezbiterium wsparte są na rzeźbionych wspornikach.
- cmentarz grzebalny, przykościelny

inne zabytki:
- mur, z XVI-wieczny otacza świątynię, przy którym ustawiono
- granitowy krzyż kamienny pod murem cmentarza kościelnego, możliwe, że późnośredniowieczny[10]; krzyż opisywany jest często jako tzw. krzyż pokutny, jest to jednak tylko  hipoteza nie poparta żadnymi dowodami lecz wyłącznie nieuprawnionym założeniem, że wszystkie stare kamienne monolitowe krzyże, są krzyżami pokutnymi (pojednania)[11]; w rzeczywistości powód fundacji krzyża może być różnoraki, tak jak każdego innego krzyża
- pomnik poległych niemieckich żołnierzy z I wojny światowej, stoi przed kościołem
- kapliczka z XVIII/XIX.